# Марк Валерий Марциал
Марк Вале́рий Марциа́л (лат. Marcus Valerius Martialis; родился не ранее марта 38 года и не позже марта 41 года, Бильбилис, Тарраконская Испания, Римская империя — умер в 101 или 102 году, там же) — римский поэт, в творчестве которого окончательно оформился жанр эпиграммы. Его произведения объединены в 15 книг, выходивших по отдельности в период с 80 года по 101 год.

## Биография
Родом из испанского города Бильбилис (или Бильбила, Bilbilis, сегодня холм Бамбола, Cerro de Bambola, Испания), на реке Салон (сегодня Халон), притоке Гибера (сегодня Эбро). Дата рождения восстанавливается по одной из эпиграмм (X 24), написанной в конце 90-х годов, где Марциал упоминает мартовские Календы (то есть 1 марта) как свой день рождения и говорит, что ему исполняется 57 лет.
«Поэт Марциал несколько раз называет себя кельтибером из Билбила» (Джон Коллис «Кельты: истоки, история, миф»).
Место своей родины Марциал часто и с любовью упоминает в своих стихотворениях. В Бильбиле он получил грамматическое и риторическое образование. В 64 году он (возможно для того, чтобы подготовиться к профессии адвоката) приезжает в Рим. В столице он налаживает отношения со знаменитыми соотечественниками: философом Сенекой и его племянником, поэтом Луканом. Это был последний период правления Нерона. В 65 году, после раскрытия антинероновского заговора Лукан и Сенека погибают: по приказу императора они кончают с собой, вскрыв вены. Жизнь Марциала меняется к худшему. Долгое время он ведёт малообеспеченный образ жизни, почти бедствует, находясь на положении клиента у богатых патронов.
В годы правления Тита (79—81) и Домициана (81—96) Марциалу сопутствует удача. При Тите он становится известен как литератор, при Домициане к нему приходит слава. В эти годы Марциал сближается с известными столичными литераторами: ритором Квинтилианом, поэтом Силием Италиком, сатириком Ювеналом, адвокатом и магистратом Плинием Младшим. Общается с образованными земляками, которых нередко упоминает в своих стихотворениях и среди которых находит покровителей своему таланту. Марциала привлекают близкие ко двору богатые и влиятельные вольноотпущенники — Парфений, Сигерий, Энтелл, Секст, Эвфем, Криспин — через которых он подносит свои произведения императорам и от которых, как клиент, прославляющий добродетель патронов, ищет для себя милостей.
В 80 году вышел первый сборник эпиграмм Марциала, написанный по поводу торжественного открытия амфитеатра Флавиев, Колизея. После публикации сборника, который принёс автору литературную известность, со стороны императора последовало почётное вознаграждение: Марциалу было пожаловано «право трёх сыновей» и соответствующие льготы, которыми пользовались римляне, имеющие не менее трёх сыновей. (Во времена Марциала это исключительное право могли получать бездетные и даже холостые мужчины.)
Привилегии, дарованные Титом, были подтверждены и расширены его преемником Домицианом; Марциал был награждён званием всадника. Значительного материального благосостояния это не принесло, но дало возможность жить в достатке и не испытывать нужды. В окрестностях Номентана у Марциала появляется скромное поместье, а в Риме вблизи Квиринала — дом.
К 84 году были написаны и опубликованы ещё две книги стихотворений: «Xenia» и «Apophoreta» («Гостинцы» и «Подарки»). В 85—96 годах регулярно (почти каждый год) появляются новые сборники эпиграмм. Они имеют большой успех. Вместе с ростом известности улучшается и материальное положение Марциала, хотя заслугой тому являются не продажи книг. По поводу своего «всенародного признания» Марциал жалуется: «мой кошелёк вовсе не знает о том»; книги Марциала продавались у троих книготорговцев, но своим достатком он всё равно был обязан влиятельным и богатым друзьям (авторского права Рим не знал: издателем книги становился книготорговец, купивший у автора произведение; приобретая произведение, издатель не приобретал исключительного права на его издание — книга, вышедшая в свет, становилась «публичным достоянием», фактически, каждый купивший мог отдать её в переписку своим или наёмным специалистам-переписчикам и открыть собственную торговлю, и хотя в точности положение дел с выплатой гонораров в Риме нам неизвестно, стать обеспеченным на литературный доход было, во всяком случае, очень трудно). Тем не менее, несмотря на достаток и «всенародное признание», Марциал по-прежнему продолжает вести клиентский образ жизни. Остаётся предполагать, какие обстоятельства заставляют его быть клиентом; во всяком случае, не бедность (даже при том, что в стихах поэт часто «рисуется» собственной необеспеченностью).
К 88 году Марциал совершил длительное путешествие, в Корнелиев форум в Галлии Цизальпийской; там он написал и издал третью книгу эпиграмм. Вернувшись в Рим, Марциал не покинул его до тех пор, пока императорами не стали Нерва и затем Траян. Здесь, скорее всего, ему не удалось снискать расположения правителей: в 98 году он покинул город, в котором прожил 34 года, и возвратился в родную Испанию, теперь уже навсегда.
В последние годы жизни Марциал пользуется расположением богатой Марцеллы, которая дарит ему поместье вблизи Бильбилы, где он проводит остаток дней. В 101 году он публикует последнюю книгу эпиграмм (в сборниках традиционно 12-я). Умер Марциал в 101 или 102 году (не позже 104 года). Когда известие о его смерти достигло Рима, Плиний Младший написал в одном из своих писем: «Слышу, умер Валерий Марциал, горюю о нём. Был он человек талантливый, острый, едкий; в стихах у него было много соли и жёлчи, но не меньше искренности».

## Изображения
Словесный автопортрет Марциала даёт 65-я эпиграмма X книги следующим образом: «Hispanis ego contumax capillis … Hirsutis ego cruribus genisque», при этом в эпиграмме подчёркивается «кельтиберский», знаковый характер пышной причёски на голове.
Марциал в античной графике и скульптуре
В античности книги-свитки (лат. libri) нередко содержали не только текст, но и рисунки. Крузиус в 1896 году высказал мнение, что в античных изданиях-свитках в книге I Эпиграмм помещался рисованный портрет Марциала, и эпиграмма I-1 представляет собой подпись к этому портрету.
В предисловии к IX книге Эпиграмм сообщается об изображении (маске?) поэта, которым украсил свою библиотеку молодой римский аристократ Stertinius Avitus.
 Марциал в современной графике и скульптуре.
- Графический портрет Марциала, воспроизведенный из Лондонского издания 1814 года[6] дан с пометкой «по рисунку на старинной камее».
- Рисунок T. Apiryon[7], на котором изображён «Небритый Марциал».

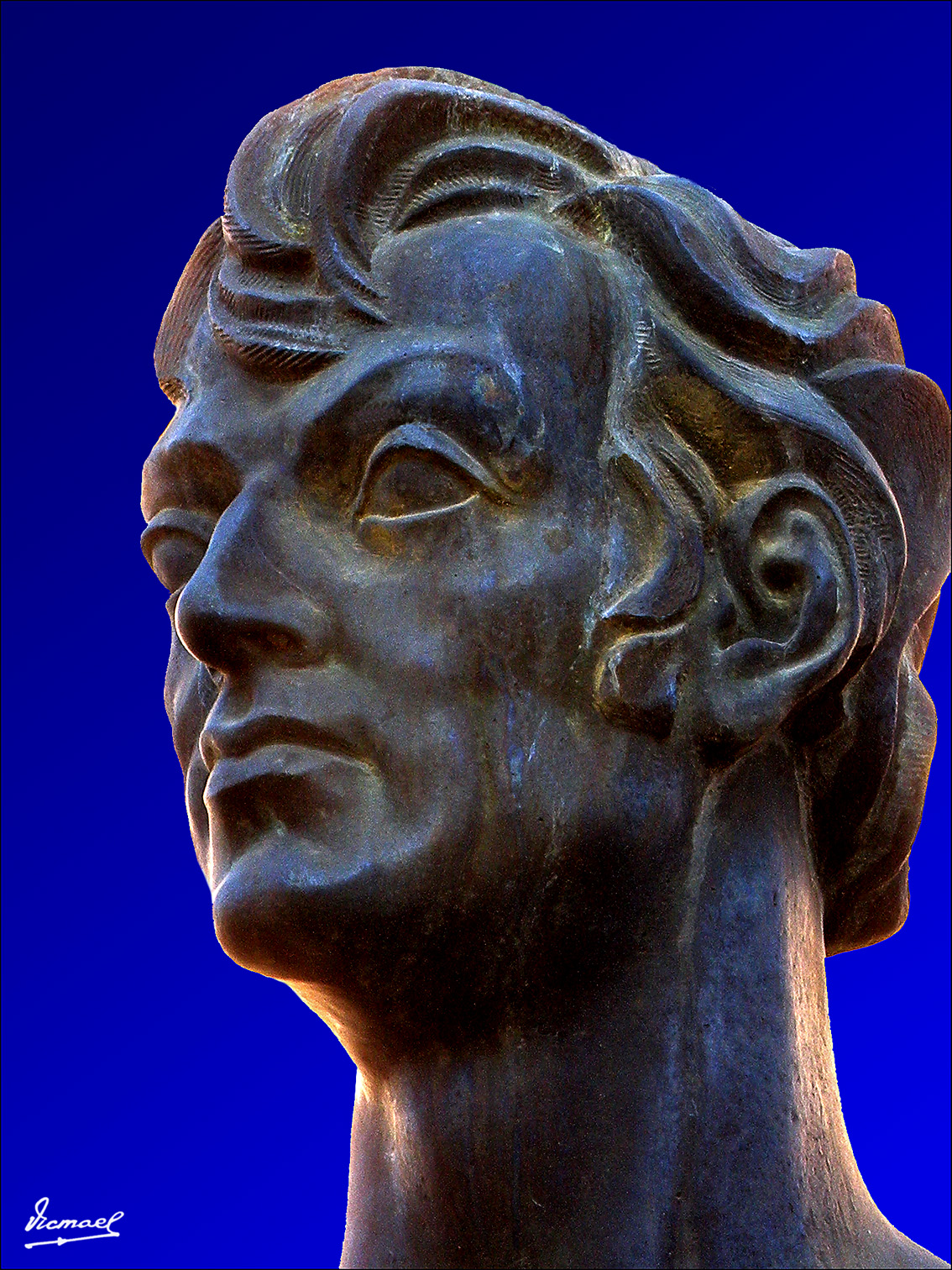
Бронзовый бюст Марциала, установленный в г.Калатаюд, Испания, на Plaza del Fuerte. Обработанная фотография.

- Фотографии скульптурного портрета, выполненного в XX веке, можно видеть на нескольких веб-страницах[8]. Это бронзовый бюст Марка Валерия Марциала, установленный на «малой родине» поэта в городе Калатаюд. Его автор — испанский скульптор Хуан Круз Мелеро (1910—1986).

## Творчество
Сохранился корпус в 15 книг эпиграмм. 3 книги объединены в темы: «Зрелища», «Подарки», «Гостинцы»; 12 — смешанного содержания. «Зрелища» — особая книга стихотворений, которые также названы эпиграммами, но относятся только к играм, посвященным торжественному открытию Колизея в 80 году. Книга известна под названием «Liber de Spectaculis» («Книга Зрелищ»; сборник называется так по традиции, само название Марциалу не принадлежит).
Из четырнадцати книг две (13 и 14) представляют эпиграммы особого рода и имеют особые заглавия. Сборники составлены из двустиший, предназначенных для сопровождения подарков, которые посылались друзьям и которыми обменивались в праздник Сатурналий, в декабре. «Xenia» («Подарки», заглавие одного сборника) были подарками-подношениями съестного типа; «Apophoreta» («Гостинцы», заглавие другого) — подарками, которые раздавались после праздничной трапезы и уносились гостями с собой (различные полезные и бесполезные «безделушки», предметы домашнего употребления, статуэтки, картинки, сочинения знаменитых писателей).
Остальные 12 книг представляют собственно «классическое эпиграмматическое наследие» Марциала. Из них первые девять написаны и изданы при Домициане (8-я посвящена конкретно Домициану; так же, как и 10-я в первом издании, но 10-я дошла до нас во второй редакции, сделанной уже по низвержении Домициана, отчего посвящение было изъято). Книги 11 и 12 изданы при Нерве и Траяне; последняя из них прислана в Рим из Испании. Все 12 книг расположены в хронологическом порядке (от 86 года до первых годов II в.).
Для своих сочинений Марциал пользовался как и старыми греческими образцами, которые в Риме были хорошо известны (первые известные нам собрания эпиграмм относятся к I в. до н. э.), так и новыми латинскими. В предисловии к Книге I он указывает: «Скабрезную прямоту слов, то есть язык эпиграмм, я стал бы оправдывать, был бы на то мой пример: так пишет Катулл, и Марс, и Педон, и Гетулик, и всякий, кого перечитывают».
Эпиграммы Марциала от работ предшественников и современников отличаются в первую очередь метрическим разнообразием. Наряду с традиционным элегическим дистихом он использует семь размеров: дактилический гекзаметр, сотадей, фалекейский одиннадцатисложный стих и холиямб (любимые размеры Катулла), холиямбическую строфу, ямбическую строфу, ямбический сенарий. Содержание эпиграмм очень разнообразно: личные замечания; литературные декларации; пейзажные зарисовки; описание окружающей обстановки, явлений и предметов; прославление знаменитых современников, исторических деятелей; лесть в адрес императоров и влиятельных покровителей; выражение скорби по поводу смерти близких, и пр.
Творчество Марциала представляет огромный историко-бытовой интерес (многие аспекты римского быта восстановлены именно по свидетельствам Марциала), и художественный. Марциал — непревзойденный реалист, умеющий ясно и ярко обрисовать явление или событие, отметить «порок», изобразить своё однозначное к ним отношение, и все это мастерски выразить в яркой, задорной, лаконичной, убийственной эпиграмме. Своим искусством Марциал не только приобрел себе первое место в истории римской эпиграммы, стал не только «патриархом эпиграмматистов», но одним из самых заметных поэтов вообще.
Марциал написал 1561 эпиграмму, которые составили 14 книг.

## Картина нравов
Творчество Марциала погружает нас в обстановку Рима второй половины I века нашей эры. Со времен последней гражданской войны, когда власть в 27 году до н. э. взял в руки Октавиан Август, прошло более ста лет. В течение первого века нашей эры Рим возглавляет череда императоров, характер правления которых непохож. В конце концов, после относительно мягкого режима Веспасиана и затем Тита, признававших права сената, императором становится Домициан (обращения к которому включали формулу «господин и бог»), на правление которого приходится расцвет творчества Марциала.
Марциал описывал в мельчайших подробностях и высмеивал жизнь в императорском Риме.
Марциал — один из немногих римских литераторов, кто избегает «глобальных философских проблем» и оторванных от жизни абстракций. Марциал — «чистый этик», он проповедует здравый смысл психически полноценного, вменяемого человека, который в окружении нравственной вседозволенности верен себе и до конца следует своему пониманию духа. В этом аспекте Марциал свободен от лицемерия; он свободно пользуется любыми средствами, руководствуясь одним принципом: «где надо и сколько надо». Отсюда даже самые «обсценные» эпиграммы едва ли производят отталкивающее впечатление, включая такие случаи, когда Марциал откровенно ругается, понося своих адресатов непристойным образом. Марциал не боится называть явления и людей своими именами и не беспокоится о «негативных последствиях» грубостей (он сам замечает: «lasciva est nobis pagina, vita proba», «страница наша непристойна, жизнь чиста» (I, 4)).
Содержание эпиграмм 12 книг чрезвычайно разнообразно, касаясь всевозможных обстоятельств, явлений и случайностей обыденной жизни и представляя собой яркую картину нравов и быта второй половины первого века Римской империи. Два аспекта в творчестве Марциала заметны более прочего: изображение половой распущенности, которое доходит до бесстыдства, превосходя вольности всех остальных римских литераторов, — и лесть и пресмыкательство перед богатыми и сильными горожанами. При том, что такие стихотворения принадлежат первостепенному поэту эпохи, которого с охотой и увлечением читают современники обоих полов, в творчестве Марциала приходится наблюдать доказательства низкой нравственности литературы и общества эпохи Домициана. От «грязи» свободна только одна книга эпиграмм, восьмая, которую поэт посвятил Домициану и, по собственному замечанию, нарочно избавил от непристойностей, обычных в других книгах. Зато именно эта книга насыщенна наиболее очевидными образцами марциаловой лести.
В оправдание непристойностей, в предисловии к 1-й книге Марциал ссылается как на предшествующих поэтов (в том числе на Катулла, которого можно назвать родоначальником римской эротической эпиграммы), так и на то, что он сам «пишет таким языком для людей, имеющих вкус к бесстыдству, любителей разнузданных зрелищ в праздник Флоры, а не для Катонов». В то же время он не скрывает, что его эпиграммы привлекательны для [всех] читателей главным образом именно в этом аспекте, что даже «строгие на вид женщины» любят «потихоньку его почитывать» (XI, 16).
Справедливо предположить, что человек строгих нравов не станет с таким постоянством затрагивать тему телесного низа, но для Марциала этот аспект не просто дополнительный и верный способ снискать популярность, поиздеваться, но также своего рода метод подчеркнуть и определить отношение к самому явлению в определённых лицах (напр. эпиграммы к Таиде, Зоилу). В свете некоторых «скабрезных» фактов собственной биографии, которые восстанавливаются по его стихотворениям, Марциала уличают в том, что vita его в действительности была не настолько proba, как он сам утверждает; что lasciva у него не только pagina. Однако не следует забывать, что вопрос границы пристойности-непристойности в разные эпохи всегда субъективен и неоднозначен.
Что касается лести Домициану и его любимцам, придворным из вольноотпущенников и богатым людям вообще, во время Домициана подобную роль был вынужден разыгрывать не один Марциал. В этом отношении ему не уступал его современник и соперник, также выдающийся поэт Стаций (о котором Марциал не упоминает ни одним словом, как и Стаций о нём). В видах личной безопасности сам Квинтилиан иногда считал нужным льстить такому чувствительному к собственному «величию» человеку, каким был Домициан. Но никто, бесспорно, не был таким виртуозом в лести и пресмыкательстве, как Марциал; лесть поэта во многих случаях настолько груба и неестественна, что поэта можно заподозрить в скрытом издевательстве, в двойном смысле. В то же время, когда политические обстоятельства изменяются, Марциал, восхваляя преемников Домициана, к последнему относится уже с порицанием и прославляет Нерву за то, что он «в правление жестокого государя и в дурные времена не побоялся остаться честным человеком» (XII, 6).

## Художественные достоинства
Эпиграмма, как особый вид литературных произведений, появилась в Риме ещё во времена Цицерона, но все поэты, которые пробовали писать в этом роде, были эпиграмматистами только отчасти — эпиграмма не была главным видом их литературной деятельности. (Кальв и Катулл, главные представители эпиграммы прежнего времени, сообщили ей особую едкость, пользуясь как орудием борьбы против политических и литературных врагов.)
Хотя сам Марциал признавал, что в эпиграмме уступает Катуллу, которому он отчасти подражает, именно он довел римскую эпиграмму до возможного совершенства. В литературном отношении эпиграммы Марциала являются произведениями крупного поэтического дарования. Он дал римской эпиграмме, как особому виду лирической поэзии, широкую разработку, какой она до тех пор не имела. Начиная от эпиграммы в основном значении этого термина, он подает её во многих нюансах: от сатиры-памфлета до элегии, от краткого острого двустишия до средней оды.
Марциал — мастер малой и средней формы, легкой, живой, краткой импровизации. Язык Марциала четок и ясен; он далек от той искусственной риторики, в которой с самого начала, за небольшим исключением, вязла поэзия императорского Рима. Как свои «коронные» приемы Марциал наиболее эффектно и эффективно использует антитезу, параллелизм, сентенцию, повтор, неожиданную клаузулу, в гармонии с собственно стилем. Виртуоз эпиграммы, Марциал в этом жанре, по-видимому, намного превосходил всех современных (и последующих) ему эпиграмматистов.
У Марциала эпиграмма принимает всевозможные оттенки, начиная с простой стихотворной надписи на предметах или подписи к предметам (чем была эпиграмма в своем первоначальном виде как у греков, так и у римлян), до виртуозной по остроумию, меткости, пикантности или просто игривости стихотворной шутки, на разнообразные сюжеты обыденной жизни. Марциалу принадлежит первенство в эпиграмме так же, как Вергилию — в эпической поэзии, а Горацию — в лирической (мелической). Понятно, что это сравнение не утверждает равенство Марциала с двумя первенствующими представителями римской поэзии; но в том роде литературы, который составлял специальность Марциала, ему должно быть отведено первое место.

## Современники и потомки о Марциале
Ни один из эпиграмматистов-предшественников Марциала не читался с таким желанием и не имел стольких поклонников, подражателей и плагиаторов. (Уже по его собственным эпиграммам рисуется тот масштаб, в котором поэты выдавали его эпиграммы за собственные.) Марциала читали и знали очень многие; он сам был прекрасно осведомлен о своей известности: его читают и в Британии Дальней и даже такой древнеримской глуши, как г. Вьен в Галлии Нарбонской; он сам утверждает, что его читают «в целом мире» (I, 1). Когда ему противопоставляли «серьёзные» виды поэзии — эпос и трагедию, он, гордясь популярностью своих эпиграмм, отвечал: «То хвалят, а это читают» (IV, 49).
Отсюда Марциал, вполне в духе Горация, уже в восьмой книге сулит себе бессмертие: «me tamen ora legent et secum plurimus hospes ad patrias sedes carmina nostra feret» («я на устах буду жить, и много с собой иноземцев в отчей пределы страны наши стихи понесут» (VIII, 3)); это пророчество сбылось точно так же, как у Горация). По поводу смерти Марциала также писал Плиний, что его ожидает слава и бессмертие: «Бессмертными его стихи не будут, как он писал; может быть и не будут, но писал он их так, чтобы были». После смерти Марциала продолжали читать и высоко ценить по всему Риму. Известно, например, что император Элий Вер, приемный сын Адриана, хранил Марциала вместе с «Искусством любви» Овидия у изголовья кровати и называл его «своим Вергилием».
Между IV и VI вв. Марциала часто цитируют писатели-грамматики; ему подражают поэты Авсоний (IV в) и Сидоний Аполлинарий (V в.). В средние века Марциала знали по многочисленным антологиями; его потихоньку читали схоластики, «целомудренные» епископы и даже папы. В XIV в. Джованни Боккаччо обнаружил и опубликовал рукопись с его эпиграммами. Марциал был одним из самых читаемых авторов Возрождения. Он оказал большое влияние на европейскую эпиграмму XVI—XVII вв. В XVIII в. Лессинг брал его в своих эпиграммах за образец и построил на их основе свою теорию эпиграммы; Марциалом интересовались И. К. Шиллер и И. В. Гёте. Вяземский называл его «кипящий Марциал, дурачеств римских бич». Про Пушкина, любившего «огонь нежданных эпиграмм», С. А. Соболевский писал: «Красоты Марциала ему были понятнее, чем Мальцову, изучавшему поэта». Известное стихотворение И. А. Бродского озаглавлено «Письма римскому другу (из Марциала)».

Был он человек талантливый, острый, едкий; в стихах у него было много соли и желчи, но не меньше искренности. (Плиний Младший)

В честь Марциала назван кратер на Меркурии.

## Тексты и переводы

### Латинские тексты Марциала
1. В формате HTML по изданиям XX века
  1. По изданию Hereus-Borovskij на веб-сайте fh-augsburg (лат.). Дата обращения: 18 октября 2010. Архивировано 28 ноября 2012 года.
  2. По изданию Lindsay на веб-сайте thelatinlibrary. Дата обращения: 29 марта 2006. Архивировано 28 ноября 2012 года. (Онлайн библиотека латинских авторов)
2. В формате цифровых книг по изданиям XV—XIX века. MDZ — Мюнхенский центр оцифровки. Дата обращения: 23 апреля 2009. Архивировано 28 ноября 2012 года. в числе своих сокровищ, выложенных для бесплатного доступа, сделал доступными полные факсимильные копии европейских печатных изданий Марциала, включая две инкунабулы и Cornucopiae кардинала Перотта (1506).
  1. Издание Фридлендера (Лейпциг, 1886). Дата обращения: 18 октября 2010. Архивировано 28 ноября 2012 года. — «одно из лучших», по мнению Дератани (1936)
  2. Двенадцать старопечатных изданий Марциала (XV—XVI век). Дата обращения: 18 октября 2010. Архивировано 28 ноября 2012 года..
3. Образец рукописного издания Эпиграмм Марциала, 1465 год. Дата обращения: 18 октября 2010. Архивировано из оригинала 28 ноября 2012 года. — три страницы выборочно. Источник — Собрание рукописей Библиотеки им. Лейбница. Дата обращения: 18 октября 2010. Архивировано из оригинала 28 ноября 2012 года., Нижняя Саксония.
4. Аудиофайлы. Как могли звучать эпиграммы Марциала? — «Восстановленное произношение латинского языка I века н. э.» — файлы в формате MP3 — эпиграмма I-96 «Счастливая жизнь». Дата обращения: 18 октября 2010. Архивировано из оригинала 28 ноября 2012 года., читает В. Фостер (Университет Миссури) и эпиграмма V-20. Дата обращения: 18 октября 2010. Архивировано 28 ноября 2012 года..

- Латинские тексты. Дата обращения: 29 марта 2006. Архивировано 28 ноября 2012 года.
- В серии «Loeb classical library» сочинения изданы в 3 томах (1-е издание в 2 томах; 2-е издание в переводе Шеклтона Бейли: № 94, 95, 480).
- В серии «Collection Budé» сочинения изданы. Дата обращения: 16 марта 2010. Архивировано 28 ноября 2012 года. в 2 томах, 3 книгах.

### Русские переводы
- Марциал. Эпиграммы / Пер. А. Фета, предисл. А. Олсуфьева. М., 1891. Ч. 1. 465 с. Ч. 2. 467—933 с.
- Марциал. Избранные эпиграммы / Пер. Н. И. Шатерникова, под ред. и комм. Ф. А. Петровского, вступ. ст. Н. Ф. Дератани. М., Гослитиздат. 1937. 176 с. 10000 экз.
- Марк Валерий Марциал. Эпиграммы / Пер. с лат., вступ. ст. и коммент. Ф. Петровского. — М.: Художественная литература, 1968. — 488 с. — (Библиотека античной литературы). — 50 000 экз.
- Марк Валерий Марциал. Эпиграммы / Пер. Ф. А. Петровского, вступ. ст. В. С. Дурова. (Серия «Античная библиотека». Раздел «Античная литература».) СПб, Комплект. 1994. 100000 экз. 448 с. (первое полное издание)
- «Марциал не по-детски», 200 обсценных эпиграмм. Пер. и прим. Г. М. Севера. (Серия «Новые переводы классиков».) Toronto: Aeterna, 2012. ISBN 978-1-300-33969-4.
- М. Валерий Марциал: Книга зрелищ. Предисл., пер. и прим. Г. М. Севера. (Серия «Новые переводы классиков».) Toronto: Aeterna, 2014. ISBN 978-1-312-63779-5.
- М. Валерий Марциал: Эпиграммы, Книга I. Пер. и прим. Г. М. Севера. (Серия «Новые переводы классиков».) Toronto: Aeterna, 2018. ISBN 978-1-387-99967-5.